# Bastien Midol
Bastien Midol (Annecy, 3 agosto 1990) è uno sciatore freestyle francese, specialista dello ski cross.

## Biografia
In Coppa del Mondo ha esordito il 12 gennaio 2011 a l'Alpe d'Huez (27º), ha ottenuto il primo podio il 6 febbraio 2015 ad Arosa (3º) e la prima vittoria il 28 febbraio 2016 a Phoenix Park.
In carriera ha partecipato a quattro edizioni dei Campionati mondiali, vincendo una medaglia.

## Palmarès

### Mondiali
- 1 medaglia:
  - 1 argento (ski cross a Voss-Myrkdalen 2013)

### Winter X Games
- 1 medaglia:
  - 1 argento (ski cross ad Aspen 2016)

### Coppa del Mondo
- Miglior piazzamento in classifica generale: 2º nel 2019
- Vincitore della Coppa del Mondo di ski cross nel 2019
- 20 podi:
  - 5 vittorie
  - 10 secondi posti
  - 5 terzi posti

#### Coppa del Mondo - vittorie
| Data             | Luogo        | Paese         | Disciplina |
| ---------------- | ------------ | ------------- | ---------- |
| 28 febbraio 2016 | Phoenix Park | Corea del Sud | SX         |
| 23 febbraio 2019 | Sunny Valley | Russia        | SX         |
| 24 febbraio 2019 | Sunny Valley | Russia        | SX         |
| 20 gennaio 2021  | Idre Fjäll   | Svezia        | SX         |
| 20 dicembre 2021 | San Candido  | Italia        | SX         |

Legenda:

SX = ski cross